# Краудер (Оклахома)
Краудер (енгл. Crowder) град је у америчкој савезној држави Оклахома.

## Демографија
По попису из 2010. године број становника је 430, што је 6 (-1,4%) становника мање него 2000. године.
| Група             | 2000.       | 2010.       |
| Белци             | 371 (85,1%) | 380 (88,4%) |
| Афроамериканци    | 4 (0,9%)    | 1 (0,2%)    |
| Азијати           | 2 (0,5%)    | 1 (0,2%)    |
| Хиспаноамериканци | 12 (2,8%)   | 4 (0,9%)    |
| Укупно            | 436         | 430         |